# Serra del Ventós
La serra del Ventós és una alineació muntanyenca entre Agost (l'Alacantí) i Tibi (la Foia de Castalla), al País Valencià. S'estén al vessant sud del Maigmó. Pren una direcció SO-NE amb una llargària aproximada de 3,5 km. entre el pont de la Murteta (CV-827) i el Racó de Fava (A-7). El punt més alt de la serra és el cim del Cabeço Ventós, de 902 metres d'altitud sobre el nivell de la mar. Forma un circ de muntanya amb la serra dels Castellans (serra del Castellar al mapa IGN), que davalla cap al sud fins a prop d'Agost.
La serra del Ventós s'emmarca dins l'àmbit subbètic valencià, predominant els materials calcaris. La vegetació es desenvolupa en un ambient àrid, on predomina l'espart així com xicotetes roglades de pinars i carrascars que no arriben a formar un bosc com al pròxim Maigmó).